# Cologne Challenger 1992
Il Cologne Challenger 1992 è stato un torneo di tennis facente parte della categoria ATP Challenger Series nell'ambito dell'ATP Challenger Series 1992. Il torneo si è giocato a Colonia in Germania dall'8 al 14 giugno 1992 su campi in terra rossa.

## Vincitori

### Singolare
Kenneth Carlsen ha battuto in finale  Tomas Nydahl che si è ritirato sul punteggio di 6–2, 1-3

### Doppio
Marc-Kevin Goellner /  Bernd Karbacher hanno battuto in finale  Brian Devening /  Murphy Jensen con il punteggio di 6–4, 6–7, 6–1